# Ratoszyn
Ratoszyn est un village polonais de la gmina de Radzanów dans la powiat de Białobrzegi de la voïvodie de Mazovie dans le centre-est de la Pologne.
Le village possède approximativement une population de 200 habitants en 2009.

## Histoire
De 1975 à 1998, le village appartenait administrativement à la voïvodie de Radom.